# ترازوج (خلخال)
ترازوج یک منطقهٔ مسکونی در ایران است که در دهستان خانندبیل غربی واقع شده‌است. براساس سرشماری مرکز آمار ایران در سال ۱۳۹۵، ترازوج ۱۹۶ نفر جمعیت دارد.